# Qwant
Cet article possède un paronyme, voir Quant.
 (août 2022).
Si vous disposez d'ouvrages ou d'articles de référence ou si vous connaissez des sites web de qualité traitant du thème abordé ici, merci de compléter l'article en donnant les références utiles à sa vérifiabilité et en les liant à la section « Notes et références ».
 (août 2022).
Qwant (prononciation : /kwɑ̃t/) est un moteur de recherche français mis en ligne en février 2013. Qwant déclare garantir la vie privée de ses utilisateurs en évitant de les tracer à des fins publicitaires et de revendre leurs données personnelles à quiconque , et s'engage aussi à être impartial dans l'affichage des résultats.
Le moteur de recherche, disponible en application sur iOS et Android,, peut également être installé comme extension de navigation sur les navigateurs Web.
En 2018, la part de marché réelle de Qwant est estimée à 1,78 %.

## Historique

### Première version
Qwant est fondé le 25 mai 2011 à Nice par l'investisseur Jean-Manuel Rozan, Patrick Constant via sa société Pertimm (qui a développé d'autres moteurs de recherche pour la grande distribution et autres services commerciaux) et Éric Léandri,. Le nom Qwant est, selon ses créateurs, la combinaison de la lettre Q du mot Quantités, qui évoque la masse de données que le robot d'indexation parcourt quotidiennement — cela pourrait aussi être le Q de Quantique —, et du mot anglais want, qui signifie « vouloir », ou wanted qui signifie « recherché ».
Le méta-moteur de recherche est lancé en version bêta dans 15 pays et en 35 langues le 16 février 2013,,, puis en version finale le 4 juillet 2013 dans sa localisation française après un an et demi de recherche et développement.

### Versions suivantes
Le groupe d'édition allemand Axel Springer entre au capital en juin 2014 à hauteur de 20 %, pour initier le développement d'un robot d'indexation spécialisé dans le domaine des actualités ("News") en langue française afin d'essayer de concurrencer Google News.
En décembre 2014, Qwant annonce la sortie en version bêta de son moteur de recherche pour le jeune public, Qwant Junior, ciblant alors les 3  à   12 ans, et son lancement expérimental dans plusieurs écoles françaises au mois de janvier 2015, en partenariat avec l'Éducation nationale,. Le 4 décembre 2015, Qwant Junior est lancé en version définitive.
Le 14 avril 2015, Qwant dévoile la seconde version de son moteur de recherche (dont l'interface graphique a été modifiée) et est mis sous le feu des projecteurs par le ministre de l'économie Emmanuel Macron, qualifiant Qwant de « Google français en marche ». En octobre, la Banque européenne d'investissement annonce un investissement sous forme de prêt de 25 millions d'euros sur 5 ans dans la société afin d'étendre son offre en Europe. En mai 2016, le site revendique 21 millions de visites avec 50 % des visites venant de requêtes en France et 30 % en Allemagne
Le 3 juin 2016 est lancée la version bêta du service Qwant Music, permettant de rechercher des artistes, des albums et des titres. En septembre 2017, Qwant Music est détaché sous forme d'une filiale dont le siège est à Ajaccio en Corse. Le 8 juin 2018, la version finale de Qwant Music est lancée.
En janvier 2017, Qwant se dote d'une application pour smartphones Android et iOS. L'application Qwant est depuis cette date basée sur un fork de Mozilla Firefox, entièrement open source[réf. nécessaire].
En février 2017, Qwant annonce avoir levé 18,5 millions d'euros, dont 15 millions de la Caisse des dépôts et consignations qui entre au capital à hauteur de 20 %, le reste venant du groupe Axel Springer afin de se maintenir au capital. Selon La Lettre A, la banque d'investissement Bpifrance aurait refusé de participer à la levée de fonds en raison de doutes relatifs aux technologies utilisées par Qwant, en particulier l'usage de technologies fournies par Microsoft et de serveurs chez Huawei. Éric Léandri confirma l'utilisation de résultats provenant du moteur de recherche de Microsoft, Bing, aux fins de compléter les résultats générés par l'algorithme de Qwant, ainsi que l'usage de la régie publicitaire de Bing ; il conteste néanmoins que Bpifrance ait eu accès aux documents internes de Qwant[réf. nécessaire], alors même que Bpifrance avait financé plusieurs projets et donc eu accès à certains de ces documents internes, au point d'en faire un évènement. Cependant, en 2019, un audit de la DINUM, révélé par Le Media, aboutira à expliciter la dépendance envers Bing, et même chercher à la mesurer : il s'agirait de 60% de réponses fournies par Bing, sans toutefois arriver à déterminer avec certitude si tout ne viendrait pas des caches internes de Qwant - alimentés par Bing.
En mars 2017, Qwant, via l'Open Internet Project dont il est membre, accuse Google de pratiques anticoncurrentielles et dépose une plainte devant la Commission européenne à Bruxelles.
En avril 2017, Qwant annonce se doter de supercalculateurs de marque Nvidia destinés à l'apprentissage profond afin d'affiner ses résultats de recherche et de louer ses calculateurs à des startups ayant besoin de faire appel à ces technologies.
En juin 2017, une version adaptée au contexte culturel et médiatique suisse est lancée et est disponible dans trois des quatre langues nationales : allemand, français et italien. 
Le 10 novembre 2017, Qwant rachète Xilopix, société basée en Lorraine et éditrice du moteur de recherche Xaphir, qui était en proie à des difficultés financières. Dans le même temps, Qwant signe un partenariat avec l'Inria pour les recherches autour des technologies de recherche sur Internet respectant la vie privée.
En janvier 2018, Qwant annonce son arrivée en Chine d'ici l'été, en partenariat avec les autorités et entreprises locales afin de l'adapter aux spécificités locales.
En mars 2018, Qwant devient partenaire officiel du rallye automobile le Tour de Corse et annonce une première mondiale, en partenariat avec la chaîne L'Équipe qui est le diffuseur du Championnat du monde des rallyes en France, la diffusion en direct des spéciales sur sa page d'accueil.

### Quatrième version
Le 4 juillet 2018, une nouvelle version de Qwant plus épurée est dévoilée, la version quatre ; le logo de Qwant change lui aussi à l'occasion de cette nouvelle version. Cette nouvelle version mise en ligne en juillet 2018 pour les 5 ans de Qwant supprime la présentation en colonnes au profit d'une présentation en ligne; les différents types de recherche actualité/social restent accessibles par un menu latéral.
En octobre 2018, il devient le moteur de recherche par défaut sur tous les ordinateurs du ministère français des Armées.
En mai 2019, Qwant annonce migrer ses serveurs sur une infrastructure basée sur Microsoft Azure. Qwant conservera une partie de sa capacité d'indexation sur sa propre infrastructure afin de ne pas être trop dépendant du même fournisseur. Le 25 septembre 2019, Qwant est audité par la Direction interministérielle du numérique pour établir sa part de dépendance à Bing de Microsoft qui est évaluée à 64 % pour le web.
Le 3 décembre 2019, Qwant annonce sur Twitter l'arrivée d'un nouveau design afin de « simplifier l'expérience et apporter de nouvelles expériences ».
En 2019, la société Safran et le CNES standardisent l'utilisation de Qwant comme moteur de recherche au sein de leur réseau,.

### Premier changement de direction
En janvier 2020, Jean-Claude Ghinozzi devient le président de la société en remplacement d'Éric Léandri.
L'administration française annonce faire de Qwant son moteur de recherche par défaut dans tous ses postes informatiques d'ici le 30 avril 2020.
Fin juin 2020, une restructuration se dessine au sein de Qwant. La fermeture des bureaux d'Épinal et d'Ajaccio est annoncée dans la presse pour répondre à une exigence de la part des actionnaires principaux, la Caisse des dépôts et consignations et Axel Springer.
En 2020, le chiffre d'affaires net de Qwant augmente de 28 % à 7,5 millions d'euros. Les pertes (13 millions d'euros contre 23,5 millions d'euros en 2019) ont également été réduites et presque divisées par deux mais restent largement supérieures au chiffre d'affaires, l'entreprise est en effet toujours déficitaire,.
Fin 2020, Qwant recentre ses services autour de son moteur de recherche et de sa carte en ligne Qwant Maps. La première version du service de cartographie est annoncée pour le printemps 2021. Le 17 septembre 2020 le service Masq by Qwant est fermé[réf. nécessaire]. Qwant ferme par ailleurs ses services dans plusieurs pays mais reste disponible dans 39 pays à travers le monde.

### Deuxième changement de direction
En 2021, Raphaël Auphan (directeur général) et Corinne Lejbowicz (présidente), prennent la direction de Qwant. La nouvelle direction cesse de rêver de détrôner Google et ambitionne « plutôt de construire pas à pas un véritable écosystème de navigation privée et sécurisée sur Internet ». Selon les nouveaux dirigeants, l'ancien Qwant brillait par son opacité : l'entreprise entretenait le flou sur son utilisation réelle, minimisait son recours à Bing - le moteur de recherche de Microsoft - et était divisée en une dizaine de structures juridiques, ce qui permettait, d'après la nouvelle direction, de dissimuler l'ampleur des pertes.
En mars 2021, une nouvelle version est mise en ligne afin de rajeunir l'interface et la rendre plus accessible sur téléphone. En septembre 2021, Qwant devient disponible dans l'ensemble des pays européens et dans le top 5 des moteurs de recherche désormais disponibles sur les téléphones Android. En effet, la commission Européenne acte le "choice screen" sur les téléphones équipes d'Android en juin 2021, et Qwant a contribué au passage de cette résolution.
Le 25 novembre 2021, Qwant annonce publiquement sa contribution à l'élaboration du "Manifeste des startups françaises" par l'association France Digitale, destiné à porter des propositions concrètes liées au numérique pour l'élection présidentielle de 2022.
Début 2022, un nouveau comité exécutif compose la direction de Qwant : Laurent Ach, CTO, Flore Blanchard-Dignac, CMO et Amélie Mathieu, CFO,. La liste des actionnaires, regroupées dans une holding Angels 2, dont le président à vie est Éric Léandri, il est possible d'y retrouver Philippe Douste-Blazy, Thierry Gaubert, Franck Ullmann-Hamon ou encore Claude Berda, entre autres investisseurs du monde du conseil et de la finance à travers le monde.
En juin 2022, Qwant lance une extension de navigation, Qwant VIPrivacy, permettant de bloquer les cookies et les traqueurs sur les sites internet visités. Le site déploie une nouvelle identité graphique par la même occasion, et dévoile une nouvelle identité dans le but d'interpeller de nouvelles audiences sur l'importance de la protection des données personnelles. 

Présence de Qwant dans le monde en avril 2025.
Pays où Qwant est disponible
Pays où Qwant n'est pas disponible

En avril 2023, Octave Klaba , fondateur de l'hébergeur OVHcloud, annonce avoir l'intention de racheter Qwant via Synfonium, une entreprise co-créée avec la caisse des dépôts et consignations, ce qui est fait fin juillet.
En septembre 2023, un nouveau directeur général, Olivier Abecassis, ancien responsable du numérique de l'innovation chez TF1, est nommé.
Une nouvelle version de Qwant est lancée en mai 2024, elle met en avant des résultats de recherche complétés par un grand modèle de langage (LLM).

### Vers un index de recherche européen
En novembre 2024, Qwant s'associe au moteur de recherche berlinois Ecosia au sein d'une coentreprise, nommée European Search Perspective (EUSP). Chaque entité détient 50 % du capital. Leur but en faisant cela est de développer un index de recherche européen, accompagné par des outils d'intelligence artificielle générative. 
Cela inclura notamment une intégration de grands modèles de langage (LLM) sur le marché. Cet index permettrait à Qwant et à Ecosia de réduire leur dépendance aux API de recherche de plus en plus coûteux de Microsoft (Bing) et Google. Les recherches seraient aussi "axées sur la vie privée", selon le PDG de Qwant Olivier Abecassis, puisque les résultats ne seraient pas personnalisés et donc les données des utilisateurs, non collectées. Christian Kroll, le PDG d'Ecosia, souligne également le désir européen de favoriser l'innovation technologique locale afin de renforcer la souveraineté et l'autonomie stratégique du continent. 
Cette collaboration Qwant-Ecosia permettrait un développement plus rapide de l'index et l'appui sur une base de données plus large, forte des 20 millions d'utilisateurs mensuels d'Ecosia et des 6 millions de Qwant. Selon des propos rapportés par TechCrunch, la coentreprise est ouverte si d'autres acteurs européens veulent la rejoindre et concèderait l'accès sous licence à l'index de recherche via une API. L'index devrait faire son apparition en France dès début 2025, puis devrait être étendu vers l'Allemagne à la fin de l'année,,,.

### Logotype

Logo de la version bêta de Qwant du 16 février 2013 au 3 juillet 2013
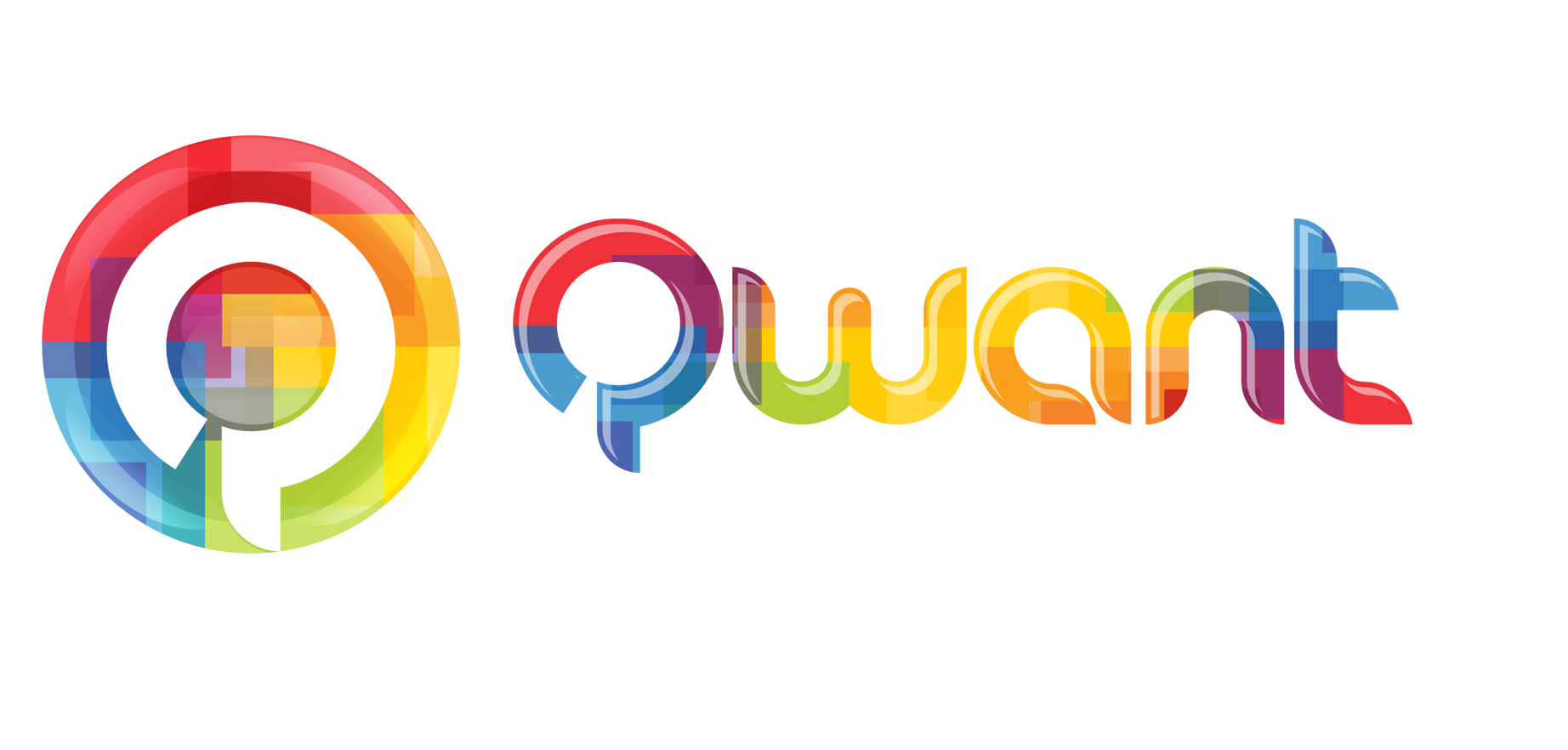
Logo de Qwant du 4 juillet 2013 au 13 avril 2015
Logo du 14 avril 2015 au 3 juillet 2018
Logo du 4 juillet 2018 au 8 juin 2022
Logo du 8 juin 2022 au 15 mai 2024
Logo actuel depuis le 15 mai 2024

### Versions

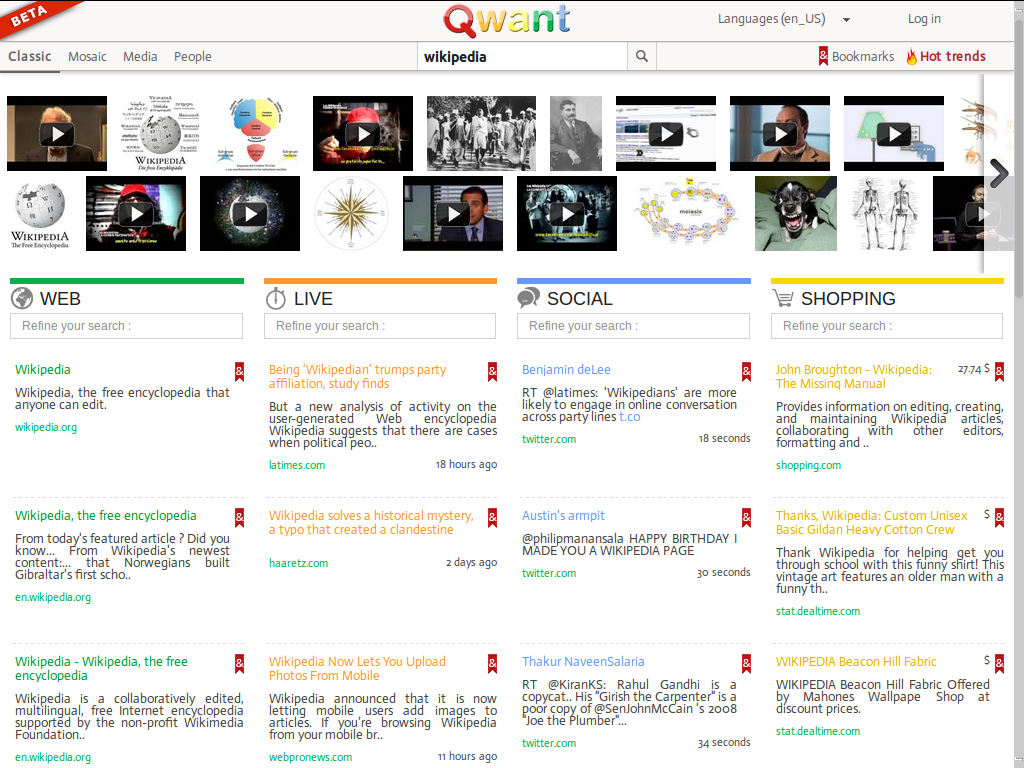
Version bêta (de février 2013 à juillet 2013)
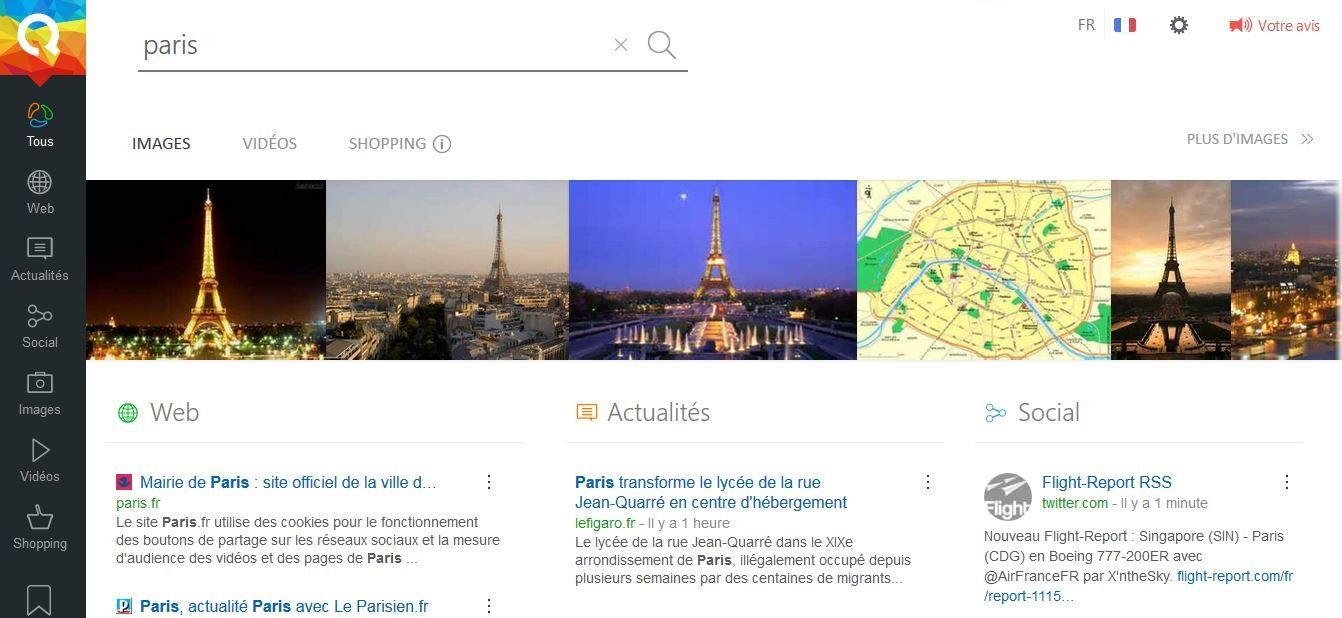
Version numéro 2 (d'avril 2015 à avril 2018)
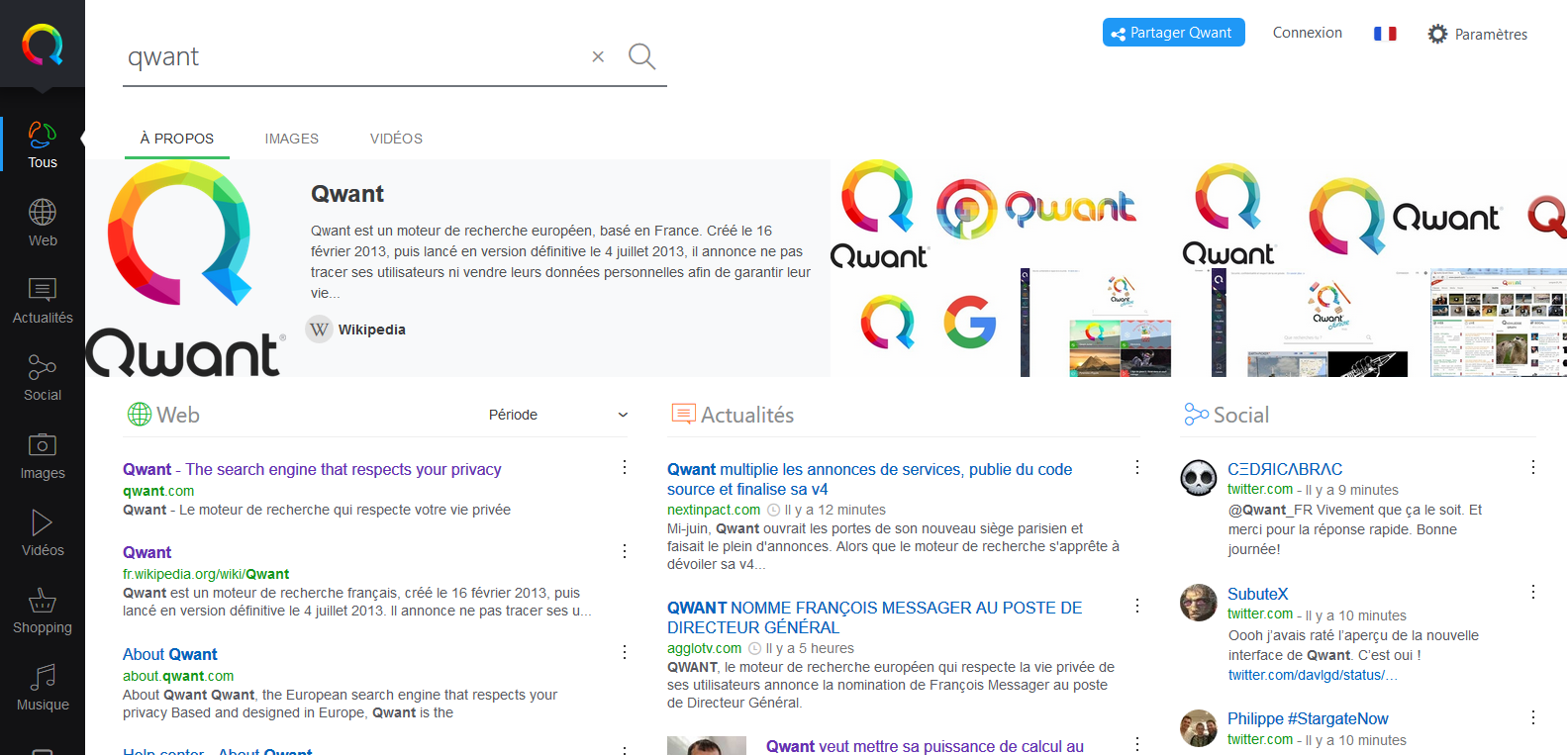
Version numéro 3 (d'avril 2018 à juillet 2018)
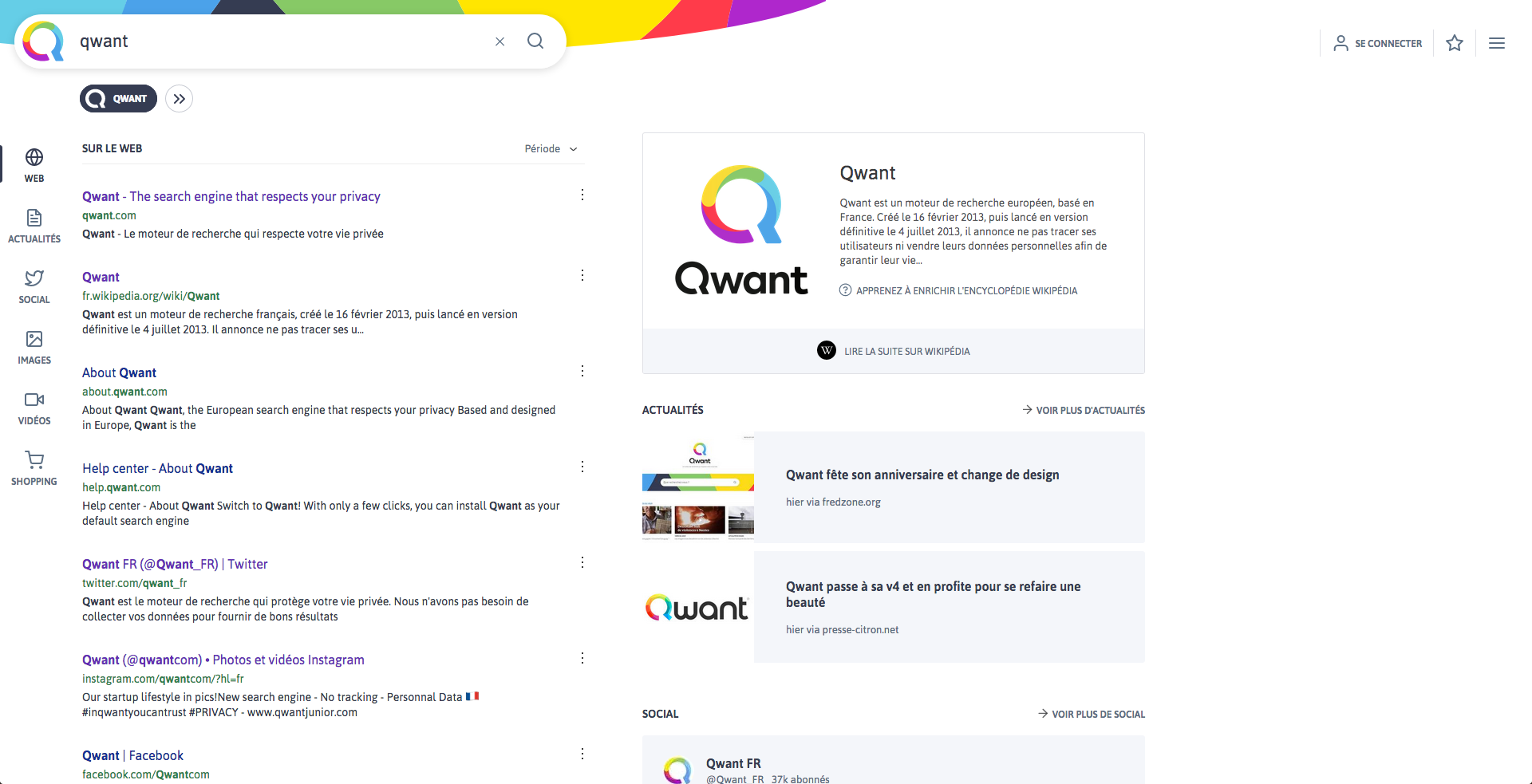
Version numéro 4 (de juillet 2018 à décembre 2019)
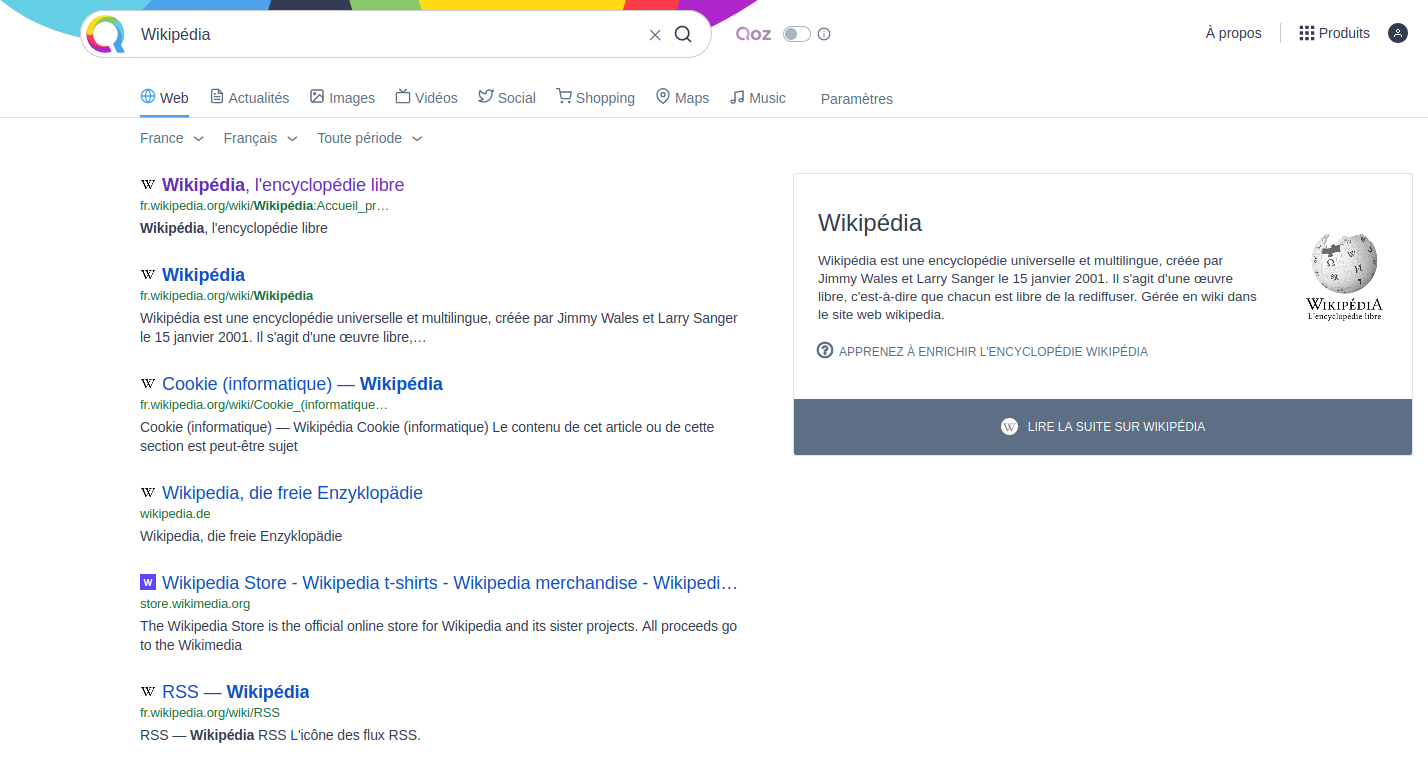
Version numéro 5 (de décembre 2019 à mars 2021)
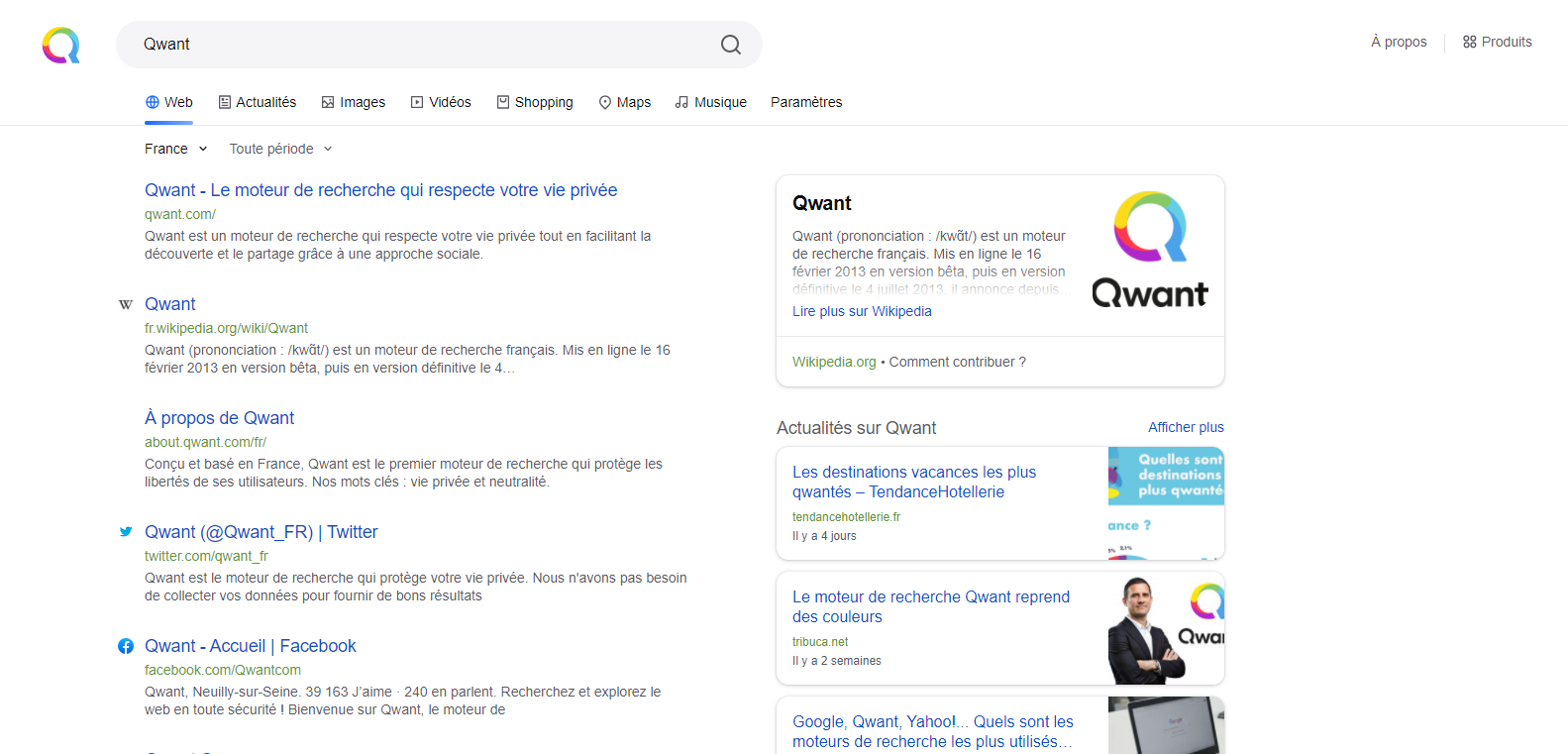
Version numéro 6 (de mars 2021 à juin 2022)
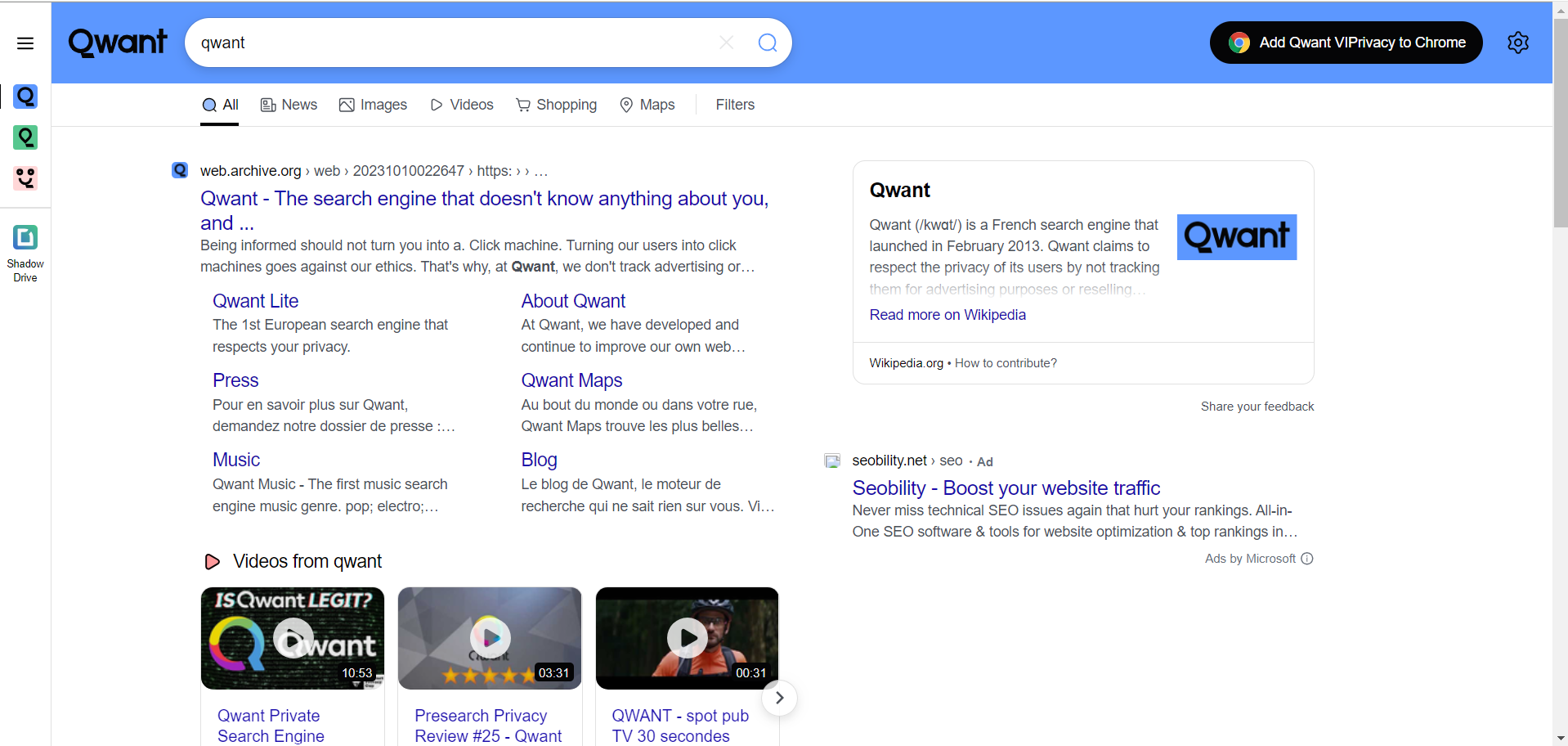
Version numéro 7 (de juin 2022 à mai 2024)
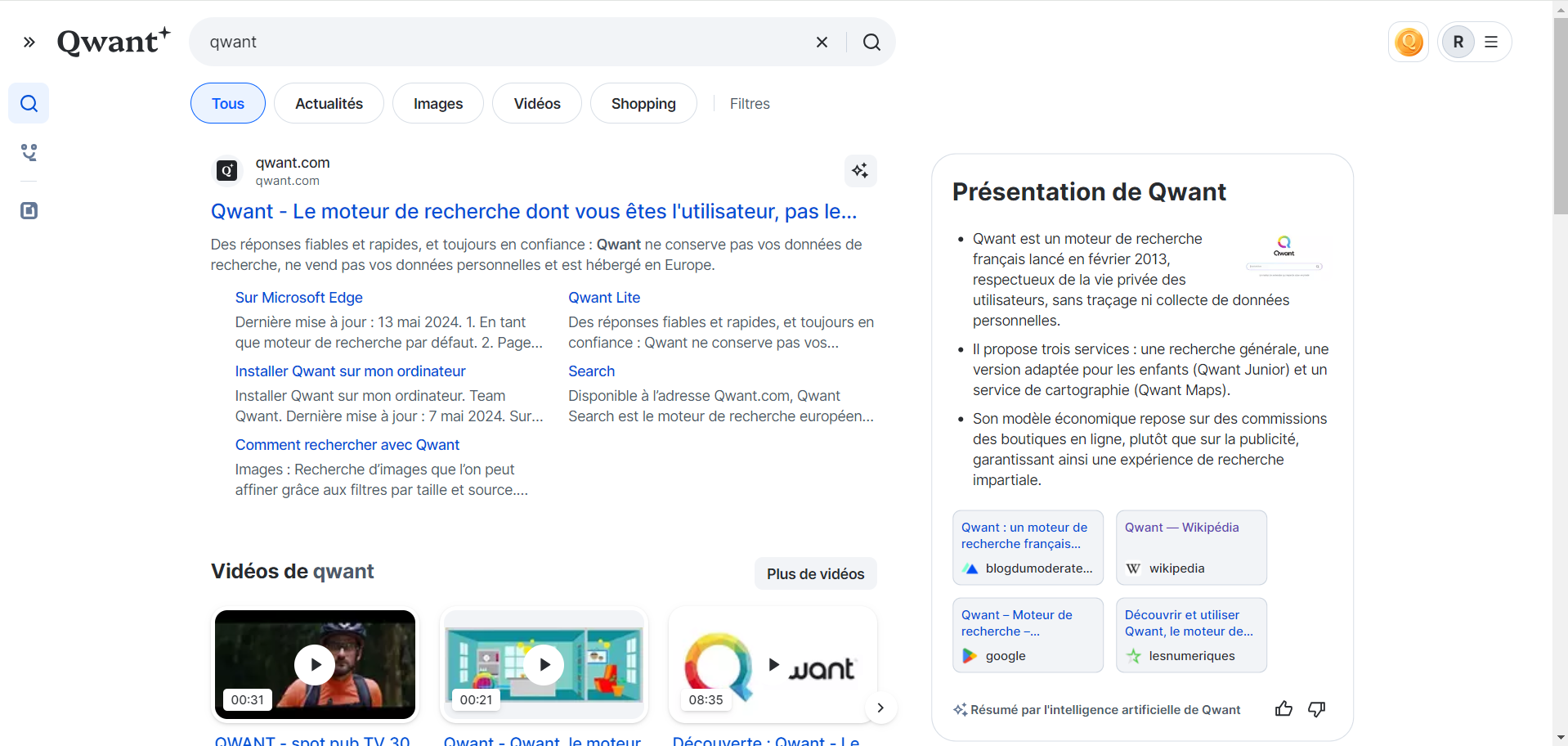
Version numéro 8 (depuis mai 2024

## Partenariats
Le 4 juillet 2016, Qwant annonce la signature d'un partenariat mondial avec la Mozilla Foundation. De ce partenariat résulte une nouvelle version du navigateur web Firefox, spécialement optimisée pour l'utilisation de Qwant. Outre cette version, une application mobile est également disponible depuis le 2 août 2016.
En 2017, le moteur de recherche est proposé par défaut dans le smartphone Fairphone 2 grâce à la signature d'un partenariat avec Fairphone.
Fin août 2018, Qwant crée un moteur de recherche destiné aux élus et aux agents territoriaux nommé Elunum. Ce moteur est réalisé en coopération avec Villes Internet. En septembre 2018, Lexibook propose les produits Qwant (notamment Qwant Junior) sur les tablettes LexiTab. L'entreprise devient également le moteur de recherche par défaut du navigateur Brave en France et en Allemagne.
Lors du Mobile World Congress à Barcelone du 25 au 28 février 2019, Qwant dévoile Qwant Causes. Le principe est le même que Lilo et Ecosia, c'est un moteur de recherche qui permet de financer un projet tout en effectuant des recherches respectant la vie privée des utilisateurs. Le service est lancé le 14 mai 2019 en partenariat avec HelloAsso qui assure le versement des dons. Le 30 avril 2020, le moteur de recherche solidaire Qwant Causes est fermé car « son usage reste insuffisant à l'égard des enjeux sociétaux et associatifs adressés ». 
Le 27 mars 2019, un partenariat entre Qwant et Wiko est annoncé. Wiko lance une nouvelle version de son View 2 Pro mais avec Qwant comme moteur de recherche. Ce smartphone devient le premier téléphone Android à ne pas utiliser Google comme moteur de recherche. Cela a été rendu possible notamment grâce à la décision de Margrethe Vestager d'infliger une amende de 4,34 milliards d'euros à Google pour abus de position dominante sur son système Android en juillet 2018.
Le 25 avril 2019, Qwant annonce un partenariat avec le comparateur de voyage Easyvoyage pour proposer des résultats pour la recherche de vols et d'hôtels.
En 2020, Huawei préinstalle Qwant comme moteur de recherche par défaut sur ses P40 pour la France, l'Allemagne et l'Italie, en réponse à l'embargo imposé par les États-Unis. En mai 2021, le président de la société demande à ses actionnaires l'autorisation d'emprunter huit millions d'euros à Huawei.
Samsung Internet annonce également en 2020 un partenariat mondial avec Qwant cherchant à déployer mondialement le moteur de recherche.
En juin 2022, Qwant lance également le premier service de traduction respectueux de la vie privée sur son moteur de recherche, en partenariat avec DeepL permettant de traduire 28 langues depuis la page de recherche de Qwant.
Qwant est un ancien membre du W3C.

## Caractéristiques
Qwant propose lors d'une même recherche plusieurs types de résultats : sites web classiques, sites marchands, sites d'actualités non basée sur des informations liées au profil de l'utilisateur. Le but de Qwant est de proposer « une nouvelle vision du web ». Par ailleurs, un des objectifs principaux de Qwant est le respect de la vie privée de ses utilisateurs, en particulier l'absence de traçage de ses utilisateurs.
À ses débuts sur Internet, le moteur de recherche Qwant s'appuyait sur Bing pour pouvoir fournir des résultats plus pertinents. En 2016, Qwant affirme utiliser de plus en plus ses propres résultats issus de ses propres robots d'exploration. Il est à ce jour toujours au statut de moteur hybride[source insuffisante]. En 2020, Qwant revendique avoir dépassé la barre des 50% de résultats indépendants pour les recherches web, et 70% pour l'ensemble des recherches.
Une partie du modèle économique de Qwant se repose au coût par clic via de la publicité contextuelle, et dispose de partenariats avec des entreprises telles que TripAdvisor, PagesJaunes ou encore DeepL, permettant d'enrichir les résultats (par exemple DeepL fournissant un service de traduction directement sur le page des résultats de Qwant ou encore TripAdvisor qui permet d'afficher les avis sur Qwant Maps).
Pour enrichir les résultats proposés, Qwant s'appuie aussi sur des interfaces de programmation fournies par des sociétés tierces, ainsi sont utilisés ceux Facebook, Twitter ou encore YouTube[source insuffisante].
L'extension du moteur de recherche pour le navigateur Mozilla Firefox fait partie de la liste des logiciels libres préconisés par l'État français dans le cadre de la modernisation globale de ses systèmes d'information, où l'on mentionne qu'il est publié sous licence MIT/X11, toutefois, le moteur en lui-même n'est pas open source[réf. nécessaire].

## Confidentialité
Qwant n'installe pas de cookies publicitaires, ni traceurs et ne piste pas ses utilisateurs, les seuls cookies présents ne sont qu'à usage fonctionnel (et non publicitaire) le premier cookie n'existe que durant la session et est supprimé immédiatement après,,. Le second (qui est de type Local Storage) permet quant à lui de pouvoir mémoriser les paramètres du moteur de recherche (il permet par exemple de retenir en mémoire le thème, le filtrage ou alors la langue). Les résultats affichés sont neutres et ne sont pas personnalisés d'après un historique de recherche (comme pour Google), Qwant n'en possédant pas, mais dépendent uniquement des tendances du moment.
Depuis mi-2016, Qwant envoie des données à Microsoft Bing Ads pour répondre aux requêtes. Il s'agit de l'IP/24 de l'utilisateur, du User-Agent de son navigateur et des mots-clés recherchés. Pendant un temps, Qwant a nié les faits avant de l'annoncer clairement sur son site.
L'envoi de ces données ne correspond pas à une anonymisation mais à une pseudonymisation de celles-ci.

## Controverses
À ses débuts, la ressemblance de son premier logo avec celui de Google a aussi été pointée. Quelques jours après son lancement en juillet 2013, il a été accusé par les concepteurs du moteur de recherche canadien GooL.li, lancé en 2012, d'avoir plagié son interface. Mohamed Kahlain, cofondateur de GooL.li, annonce ne pas vouloir poursuivre Qwant et affirme qu'il n'était pas au courant du changement d'interface de ce dernier.
En juillet 2019, La Lettre A révèle que Qwant a été interpellé par la Caisse des dépôts et Consignations sur les vingt plus hauts salaires de Qwant, la Lettre parle de salaires « manifestement indécents ».
Next INpact révèle en septembre 2019 que le PDG Éric Léandri a menacé les salariés de Qwant fin 2016.
En 2022, Éric Léandri, cofondateur et ancien président-directeur général, est dénoncé par le journal Politico pour exercer, à la tête de la société Alternativ qu'il dirige, des activités d'intelligence économique et de collecte d'informations personnelles peu respectueuses de la protection des données personnelles.

### Dépendance à Bing
Qwant est à l'origine un métamoteur qui se présente comme un moteur de recherche. Dès 2013, les créateurs de Qwant reconnaissent et minimisent l'utilisation des interfaces de programmation de Bing dans un premier temps avant de basculer sur leur propre indexation complétée par d'autres sources, bascule qu'ils annoncent commencer dès février 2013 de façon progressive sans personnel ni technologie. Ils annoncent aussi utiliser leur propre moteur pour la partie « sociale » du moteur au profit de son propre système,. Mais là encore, sans index ni algorithme « maison », ils utilisent des APIs externes.
Après un lancement critiqué, à cause de ses résultats très proches de ceux de Bing et de Wikipédia,, une nouvelle version du moteur est publiée, en avril 2015, qui repose toujours sur l'API de Bing, toujours sans l'afficher clairement comme le requièrent les CGU de l'API Bing.
Durant l'été 2016, en préparation d'un audit mené par la Caisse des dépôts et consignations en vue d'une entrée dans le capital de Qwant, une modification de code visant à minorer l'usage de l'API de Bing a eu lieu à quelques jours de l'audit.
En mars 2017, après une levée de fonds avec la participation de la Caisse des dépôts et consignations (et après le refus de financement par Bpifrance à cause de cette forte dépendance envers l'API de Bing), de nouveaux articles de presse évoquent l'usage par Qwant de plusieurs technologies, algorithmes et régie publicitaire, fournies par l'entreprise Microsoft,.
Deux audits de la Direction interministérielle du numérique (Dinum) de juillet et septembre 2019 révèlent que l'index de Qwant existe bien, mais qu'il n'est pas relié directement aux requêtes des internautes, révèle LeMediaTV. Avec des résultats datés, l'annexe technique du premier audit note des incohérences dans la gestion du cache et ne peut exclure des situations où toutes les données en cache puissent provenir de l'API de Bing et non des robots internes de Qwant, d'autant que l'équipe ne sait pas répondre précisément aux questions concernant l'enchaînement exact des traitements et ne sait pas quantifier son niveau d'utilisation réelle de Bing.
Dès lors, de 2013 et ce jusqu'au début 2019, il peut être considéré que Qwant repose sur Bing à 100% sur les recherches Web et Images, dans la mesure où il peut être constaté un premier passage de leur bot Qwantify qu'à partir de fin 2014 : ils fournissaient des résultats reposant à 100% sur une API de Bing, puisqu'ils ne disposaient alors ni de crawler ni d'indexeur (robot d'indexation), de manière opaque (sans préciser cette totale dépendance à l'API de Bing), comme imposé pourtant par les CGUs de l'API. 
En mai 2024, une panne de Bing entraîne la panne de service de Qwant, illustrant sa dépendance.
Au mois de mai 2025, Qwant annonce le rachat du métamoteur Lilo pour renforcer son indépendance technologique vis à vis de Bing et enrichir son index de recherche européen,.

### Vie privée
À son lancement en février 2013, Qwant ne se positionne pas sur la vie privée, comme le démontre La Lettre A. Cela serait parce que la porte du capital-risque américain ne peut être ouverte pour risque d'un inévitable et redouté audit technique, conjointement à l'éclatement de l'affaire Snowden, en juin 2013 qui met en lumière la surveillance générale d'Internet, qui offre une stratégie de sortie à Qwant.

#### Condamnation par la CNIL
Le 15 mars 2019, la Commission nationale de l'informatique et des libertés dépose une plainte à l’encontre de la société Qwant pour non-respect de la réglementation sur les données personnelles. L'entreprise estime en effet que les données récoltées sur ses clients sont anonymisées, ce que la CNIL réfute, les qualifiant de « données à caractère personnel ». L'administration mène alors des analyses, et sa présidente en conclut que Qwant envoie bel et bien des données non-anonymisées, mais seulement pseudonymisées, de ses utilisateurs à Microsoft. Par la suite, la société modifie donc sa politique de confidentialité,.
Au terme de l'action judiciaire, la CNIL décide le 11 février 2025 de seulement rappeler Qwant à ses obligations légales, estimant que le moteur de recherche « consomme pas ou très peu de données personnelles ». L'entreprise a effectivement recours à de la publicité contextuelle et non comportementale, et les données transmises à Microsoft restent essentiellement techniques,.

## Fonctionnalités

### Recherche
Avec le nouveau design sorti en 2022, l'objectif est d'interpeller les nouvelles audiences, notamment les plus jeunes, sur l'importance de la protection des données personnes. La page d'accueil dispose d'un espace de communication de la marque qui met en avant des contenus destinés aux enjeux de la protection des données personnelles numériques. Le moteur de recherche propose une page d'accueil colorée et engageante. Le bandeau horizontal permet de retrouver la barre de recherche ainsi que d'accéder aux autres services de la marque comme Qwant Maps.
Un onglet "actualités" est activable pour retrouver les principales actualités dès la page d'accueil.
Sur les pages de résultats, l'affichage est composé d'une liste de réponses répondant à la requête effectuée. En fonction de cette requête, Qwant mettra en avant un encart d'accès direct à l'information, pour une information plus claire et plus rapide. Une version Lite est toujours accessible.

### Qwick
Qwant permet, sur le modèle des !bang de DuckDuckGo, d'effectuer des requêtes redirigeant vers d'autres moteurs de recherche ou sites en tapant la commande correspondante appelée qwick, par exemple :
- la commande « &w » ou « &wikipedia » redirige directement vers le site Wikipédia. Ainsi, par exemple, la commande « &w qwant » redirige directement vers l'article « Qwant » de Wikipédia en anglais. Pour la version francophone par exemple, il faut taper « &w.fr » ou « &wikipedia.fr » ;
- la commande « &gi » lance la recherche sur Google Images ;
- la commande « &gm » lance la recherche sur Google Maps ;
- la commande « &qwick » permet d'accéder à la liste de l'ensemble des Qwick.

## Services connexes et annexes

### Services actifs

#### Qwant Junior
Qwant Junior est un moteur de recherche destiné aux enfants de 6 à 12 ans. Ce moteur ne contient aucune publicité et filtre les résultats pour ne pas montrer les contenus violents ou pornographiques et les liens de commerce en ligne. Depuis mars 2023, Qwant Junior s'est associé avec l'application BayaM, conçue par les éditeurs Bayard Jeunesse et Milan, pour proposer des contenus ludo-éducatifs aux 6-12 ans.

#### Qwant VIPrivacy
Qwant VIPrivacy est l'extension de navigation de Qwant, permettant de bloquer les traqueurs et les cookies lors de la navigation sur internet. De plus, une fois installé, Qwant devient le moteur de recherche par défaut utilisé sur le navigateur. Cette fonctionnalité est incluse sur les applications mobiles.

#### Qwant@Work
Qwant@Work est un service destiné aux entreprises, administrations et organisations leur permettant de protéger la navigation de leurs collaborateurs en limitant la collecte de données personnelles. L'extension installe Qwant comme moteur de recherche par défaut. Le service a été lancé en janvier 2023.

### Services fermés

#### Qwant Maps
Le service de cartographie Qwant Maps, basé sur OpenStreetMap, est sorti en version alpha le 4 décembre 2018. Le service passe en version bêta le 27 juin 2019, sort en version finale en 2021 et est désactivé en 2024.

#### Qwant Music
Qwant Music est un moteur de recherche d'albums et d'artistes développé en collaboration avec l'Ircam et Qobuz.

#### Masq by Qwant
Masq by Qwant était un service de stockage de données personnelles développé par Qwant qui avait pour but de personnaliser le service aux utilisateurs, sans pour autant collecter de données personnelles. Ce service a fermé ses portes le 17 septembre 2020 car il « ne répond pas aux attentes de la plupart des utilisateurs ».

#### Qwant Causes
Annoncé lors du Mobile World Congress 2019, Qwant Causes est un service lancé le 14 mai 2019 permettant de financer un projet tout en effectuant des recherches, comme le propose déjà, par exemple, Lilo à la différence que la création d'un compte n'est pas obligatoire, ce qui s'inscrit dans sa ligne directrice de protection des données personnelles. Dans les pages de résultats d'une requête, davantage de publicités sont affichées afin de financer ces associations d'intérêt général, sans pour autant empiéter sur le chiffre d'affaires de Qwant. Le service est lancé en partenariat avec HelloAsso, qui propose à ses associations bénéficiaires de bénéficier du service. Il est fermé le 30 avril 2020 à cause « d'un usage [ndlr : jugé] insuffisant à l'égard des enjeux sociétaux et associatifs adressés. »,.

#### Qwant Boards
Qwant Boards (ou « Carnets Qwant », également disponible sur Qwant Junior sous l'appellation « Carnets Qwant Junior ») était un service de Qwant « qui permettait de partager facilement des images, des vidéos, des sites web ou des messages ». Il a été fermé le 27 août 2020, entraînant l'impossibilité de publier de nouveaux carnets et d'accéder aux carnets des autres utilisateurs. « Une archive de vos carnets est disponible au téléchargement jusqu'au 27 août 2021 au plus tard […]. »
Voici les explications de l'entreprise sur l'arrêt de ce service : « Nous sommes conscients que ce service pouvait vous être utile, cependant la fermeture de Qwant Boards permettra à toutes les équipes de Qwant de se concentrer encore davantage sur l'amélioration du moteur de recherche Qwant et la création de nouvelles fonctionnalités et de nouveaux services qui, nous le croyons, sauront également vous plaire. ».

#### Qwant Junior Éducation
Il s'agissait d'une version de Qwant Junior sur laquelle les enseignants de l'Éducation Nationale pouvaient ouvrir une session grâce à leur adresse de messagerie académique.

#### Qwant School
Qwant School était une version du moteur de recherche Qwant filtrée et destinée aux adolescents notamment aux collégiens. Tout comme Qwant Junior, elle ne possédait aucune publicité ou lien de commerce en ligne et possédait des filtres un peu moins restrictifs, mais ne permettant pas l'affichage de contenus violents ou pornographiques.

#### Qwant Lite
Version allégée du moteur de recherche Qwant, pour fournir aux utilisateurs une configuration particulièrement faible.

## Popularité
En juillet 2013, une semaine après son lancement, Qwant revendique 3,5 millions de visites mensuelles. En février 2016, il a revendiqué 17,7 millions de visites mensuelles et indiqué que le trafic a doublé au cours des six mois précédents. En novembre 2016, il revendique près de 27 millions de visites mensuelles et 37 millions au début de l'année 2017,. Fin juillet 2017, Qwant revendique alors 40 millions de visites mensuelles
En avril 2018, près de 81 % de son trafic vient de France, suivi de l'Allemagne (5 %) et de l'Italie (2 %). En juin 2018, Qwant prétend être le deuxième moteur de recherche le plus utilisé en France, et être entré dans le top 50 des sites web les plus visités en France et dans le top 1 000 mondialement. Cette information est confirmée par le site SimilarWeb, mais contredite par le site StatCounter, chiffres à l'appui : entre juin 2017 et juin 2018, Qwant est le 5e moteur de recherche français en termes de parts de marché en France, avec 0,55 % contre 90,99 % pour Google.
En octobre 2018, dans une interview pour le magazine Usine nouvelle, à l'occasion du prix « Pépite de l'année », Qwant précise l'évolution de sa popularité : 2,6 milliards de requêtes en 2016, 9,7 milliards en 2017 et 18 milliards en 2018. 
Au premier semestre 2020, Qwant est le quatrième moteur de recherche le plus populaire en France, derrière Google, Bing et Yahoo, et devant Ecosia et DuckDuckGo. En août 2020, 79 % de son trafic provient de France, 7 % d'Allemagne et 3 % des États-Unis.
En février 2021, selon SimilarWeb, 51,78 % de son trafic (38,7 millions de recherches) provient de France, 10,96 % des États-Unis, 9,23 % d'Allemagne, 2,81 % du Canada et 2,76 % d'Italie.

## Activité
| Années                | 2011     | 2012     | 2013 | 2014       | 2015       | 2016       | 2017       | 2018        | 2019        | 2020        | 2021       |
| --------------------- | -------- | -------- | ---- | ---------- | ---------- | ---------- | ---------- | ----------- | ----------- | ----------- | ---------- |
| Chiffre d'affaires    | 0        | 212 000  | –    | 1 203 500  | 101 750    | 509 788    | 2 972 819  | 4 600 000   | 5 860 285   | 7 530 900   | 11 900 000 |
| Résultat              | −304 000 | −492 000 | –    | −1 140 118 | −4 057 038 | −3 743 953 | −8 583 247 | −13 800 000 | −23 543 507 | −12 773 000 | –          |
| Effectif moyen annuel | –        | 8        | –    | 29         | 38         | 48         | 78         | 84          | 74          | 68          | –          |